# Dan Hartman
Daniel Earl Hartman (Harrisburg, 8 de dezembro de 1950 — Westport, 22 de março de 1994), mais conhecido como Dan Hartman, foi um cantor, compositor e produtor musical estadunidense.

## Biografia
Nascido em Harrisburg, capital do Estado da Pensilvânia nos Estados Unidos da América, Hartman formou com seu irmão Dave sua primeira banda, "The Legends" aos 13 anos de idade. Nos Legends, Dave tocou  teclados e compôs a maioria das canções da banda. Apesar de um número considerável de gravações a banda não conseguiu emplacar um hit. No início dos anos 70, Dan passou um tempo  junto com a banda de Johnny Winter, juntando-se posteriormente à The Edgar Winter Group, tocando o contrabaixo, compondo e assumindo os vocais principais  em três discos da banda. Dan escreveu e gravou os vocais do segundo maior hit da banda, "Free Ride" em 1972. Em 1974 Dan  compõe em parceria  com Edgar Winter  as principais canções do álbum  " Shock Treatment " com destaque para a bela balada "Sundown". A partir de 1976, Dan Hartman parte para a carreira solo  lançando um álbum promocional intitulado "Who Is Dan Hartman and Why Is Everyone Saying Wonderful Things About Him?"(Quem é Dan Hartman e porque todos estão falando coisas maravilhosas sobre ele?). O disco se tratava de uma compilação  incluindo canções de Dan gravadas com Johnny e Edgar Winter.  Seu segundo álbum, Images, trouxe pela primeira vez material autoral inédito e contou com Ronnie Montrose e Rick Derringer, ambos seus ex-companheiros da Edgar Winter Group.
Entre 21 de Outubro  e 05 de Novembro de 1977, Dan Hartman  participou como engenheiro de som nas gravações do álbum " I´m Ready " do legendário bluesman Muddy Waters ( Mckinley Morgenfield ) disco esse produzido por Johnny Winter.
No final de 1978, Dan Hartman alcança o primeiro lugar nas paradas da Disco Music com o single " Instant Replay ", alcançando a posição  de nº 29 no top 100 da Billboard de 1979, os TOP 10 da parada britânica.
Ficou conhecido com as músicas "I Can Dream About You"(integrante da Trilha sonora do filme "Ruas de Fogo -  Streets of Fire"), "Instant Replay", "We Are The Young", "Second Nature" e "Name of The Game" ( da trilha sonora do filme "Assassinato por Encomenda" de 1985). Faleceu vítima de tumor cerebral e complicações decorrentes da AIDS. Apenas após o seu falecimento, foi divulgada a realidade sobre a sua orientação homossexual.

## Discografia

### Álbuns de estúdio
- They Only come out at night - com The Edgar Winter Group ( 1972 )
- Shock Treatment - com The Edgar Winter Group   (1974 )
- Jasmine Nightdreams - Edgar Winter  ( 1975 )  * participou como co-produtor

- Who Is Dan Hartman? (1976)
- Images (1976)
- I´m  Ready ( 1977 ) * Participou como Engenheiro de Som
- Instant Replay (1978) #80 U.S.
- Relight My Fire (1979) #189 U.S.
- April Music Recorded Music Library (1981)
- It Hurts to Be in Love (1982)
- I Can Dream About You (1984) #55 U.S.
- White Boy (1986) Never Released
- New Green Clear Blue (1989)
- Keep The Fire Burnin' (1994)

### Trilha sonora
- Streets of Fire (1984 - com a canção I Can Dream About You)

### Coletânea
- Super Hits (2004)